# Brian Robbins
Brian Robbins, född 22 november, 1963 är en amerikansk skådespelare, TV-producent, regissör och manusförfattare. Han arbetar ofta med sin kollega Michael Tollin. Tillsammans med Tollin har han grundat produktionsbolaget Tollin/Robbins Productions.

## Biografi
Född Brian Levine i Brooklyn, New York, började Robbins sin karriär på 80-talet som skådespelare. Hans största roll har varit Eric Mardian, en smart tuff kille i TV-serien Head of the Class. Han har även varit värd för barnversionen av TV-programmet Pictionary 1989. Under 90-talet började han producera All That och spinoffen på Nickelodeon. Han har producerat en hel del sport filmer som exempelvis Coach Carter och Hardball (2001). För tillfället är han producent på Smallville & One Tree Hill.

## Filmografi

### Skådespelare
- Harper Valley PTA (1 avsnitt, 1982)
- Archie Bunker's Place (1 avsnitt, 1982)
- Three's Company (1 avsnitt, 1983)
- Knight Rider (1 avsnitt, 1983)
- Diff'rent Strokes (1 avsnitt, 1984)
- Newhart (1 avsnitt, 1984)
- Charles in Charge (1 avsnitt, 1985)
- Growing Pains (1 avsnitt, 1985)
- Mr. Belvedere (1 avsnitt, 1986)
- Cellar Dweller (1988)
- C.H.U.D. II: Bud the C.H.U.D. (1989)
- Camp Cucamonga (1990)
- Head of the Class (114 avsnitt, 1986-1991)
- Full House (2 avsnitt, 1992)

### Regissör
- All That (1994)
- The Show (1995)
- Kenan & Kel (2 avsnitt, 1996)
- Good Burger (1997)
- Varsity Blues (1999)
- Popular (1 avsnitt, 1999)
- Ready to Rumble (2000)
- Hardball (2001)
- The Nightmare Room (1 avsnitt, 2001)
- Birds of Prey (1 avsnitt, 2002)
- The Perfect Score (2004)
- The Shaggy Dog (2006)
- Norbit (2007)
- Meet Dave (2008)

### Producent
- The Amanda Show (9 avsnitt, 2000-2001)
- Cousin Skeeter (4 avsnitt, 1999-2001)
- Summer Catch (2001)
- The Nick Cannon Show (5 avsnitt, 2002)
- Crumbs (2 avsnitt, 2006)
- What I Like About You (53 avsnitt, 2002-2006)
- Wild Hogs (2007)
- One Tree Hill (37 avsnitt, 2004-2008)
- Smallville (137 avsnitt, 2001-2008)
- Old Dogs (2009)

### Manusförfattare
- Head of the Class (1 avsnitt, 1988)
- All That (33 avsnitt, 1997-2005)
- Big Fat Liar (2002)
- All That's 10th Anniversary Reunion Special (2005)

## Priser och nomineringar
| År   | Gala                             | Resultat  | Kategori                                                   | Film eller serie |
| ---- | -------------------------------- | --------- | ---------------------------------------------------------- | --- |
| 1993 | Heartland Film Festival          | Vann      | Crystal Heart Award                                        | Hardwood Dreams (Delad med Mike Tollin) |
| 1995 | Emmy Award                       | Nominerad | Outstanding Informational Special                          | Hank Aaron: Chasing the Dream (Delad med Debra Martin Chase, Fredric Golding, Dorian Harewood, David Houle, Tom McMahon, Pat Mitchell, Jack Myers, Vivian Schiller, Mike Tollin, Denzel Washington) |
| 1996 | CableACE Award                   | Vann      | Children's Special - 7 and Older                           | Sports Theater with Shaquille O'Neal (Delad med Leonard Armato, Bruce Binkow, Robert Mickelson, Shaquille O'Neal, Mike Tollin, För det speciell "4 Points")                                         |
| 1997 | Directors Guild of America Award | Nominerad | Outstanding Directorial Achievement in Children's Programs | Sports Theater with Shaquille O'Neal (För det speciella "4 Points") |
| 1998 | Directors Guild of America Award | Vann      | Outstanding Directorial Achievement in Children's Programs | Sports Theater with Shaquille O'Neal (Delad med W. Alexander Ellis, Cynthia Riddle, Brad Uecker: för avsnitt "First Time")                                                                          |
| 2005 | Black Movie Awards               | Nominerad | Outstanding Motion Picture                                 | Coach Carter (Delad med David Gale, Mike Tollin) |
| 2008 | Golden Raspberry Award           | Nominerad | Worst Director                                             | Norbit |
| 2009 | Golden Raspberry Award           | Nominerad | Worst Director                                             | Meet Dave |